# Leptocephalus
Leptocephalus is een geslacht van straalvinnige vissen uit de familie van de rugstekelalen (Notacanthidae).

## Soorten
- Leptocephalus giganteus Castle, 1959
- Leptocephalus ophichthoides D'Ancona, 1928